# La feria de Soróchinets
La feria de Soróchinets (título original en ruso, Сорочинская ярмарка, Soróchinskaya yármarka) es una ópera cómica en tres actos con música y libreto en ruso de Modest Músorgski, basado en un cuento de Nikolái Gógol que aparece en la colección de historias ucranianas Veladas en un caserío de Dikanka (1832). Fue compuesta entre 1874 y 1880 en San Petersburgo, Rusia. La ópera permaneció inacabada y sin representar a la muerte de Músorgski en 1881. 
Compositores y editores posteriores tuvieron intervención para conseguir que la obra adquiriera una forma que pudiera representarse. La primera representación escénica, con secciones habladas, ocurrió el 8 de octubre de 1913 en el Teatro Svobodni de Moscú, bajo dirección de Konstantín Sarádzhev. En las estadísticas de Operabase aparece con sólo 3 representaciones en el período 2005-2010.

## Trama
Época: algún momento del siglo XIX.

Lugar: el pueblo ucraniano de Soróchinets.
En el abigarrado mercado de Soróchinets, el campesino Cherevik intenta vender su grano, con los dineros de la venta quiere cumplir algunos de los deseos de su bella hija Paraska, que esta expresa, como todas las jóvenes, al ver las mercancías expuestas. Un viejo gitano supone que, como en años anteriores, el diablo podría enturbiar la alegría de la fiesta, ya que acaban de verlo en el pueblo disfrazado de cerdo rojo. Se preguntan si hay forma de luchar contra estas intervenciones infernales, pero el gitano dice que ninguna, salvo descubrir a un pecador con las manos en la masa.